# Ráduly Róbert Kálmán
Ráduly Róbert Kálmán (Csíkszereda, 1968. február 26. –) erdélyi magyar mérnök, közgazdász, politikus, 2004 - 2015. június 10-i lemondásáig, majd 2016. június 6-i újraválasztásától 2020-ig Csíkszereda polgármestere. 2025. január 9-étől államtitkár a romániai Pénzügyminisztériumban. 

## Pályafutása

### Tanulmányai
1987–1992 között a Bukaresti Műszaki Egyetemen mérnöki, 1991–1996 között  a Bukaresti Közgazdaságtani Egyetemen közgazdasági oklevelet szerzett, 1997–1998 között a Bukaresti Nemzetvédelmi Kollégiumon folytatta tanulmányait, 1998–1999 között  a Román Bankárképző Intézetben bankmenedzsmentet és marketinget tanult, a következő tanévben ugyanitt pénzügyi elemzést és hitelkockázatot tanult, a rákövetkező tanévben ugyancsak itt a nemzetközi pénzügyi rendszerekben mélyült el. 2002-től doktorandusz hallgató a Bukaresti Közgazdaságtani Egyetemen a Könyvvitel és Gazdasági Informatika Karon.

### Munkahelyei
1987-1993 között pénzügyi ellenőrként, 1994-től 1996-ig  a Romániai Magyar Demokrata Szövetség (RMDSZ) Elnöki Hivatalában gazdasági tanácsosként tevékenykedett. 1996–2004 között RMDSZ-es képviselő a román parlamentben. 2001–2003 között a csíkszeredai Joannes Kájoni Közgazdasági Szakközépiskolában közpénzügyet tanított. 2003-tól a Sapientia Erdélyi Magyar Tudományegyetemen pénzügy és könyvvitel tárgyakban előadó. 2004 júniusától 2015 júniusáig Csíkszereda polgármestere. 2015-ben lemondott tisztségéről, miután az Országos Korrupcióellenes Ügyészség (DNA) háromrendbeli hivatali visszaélés és összeférhetetlenség miatt  vádat emelt ellene. 2016-ban újraválasztották. 2019 októberében alapfokon a Maros megyei Törvényszék felmentette minden DNA vád alól. 

### Sporttal kapcsolatos tevékenysége
1997-től 2000-ig, majd  2006-tól a Román Jégkorong Szövetség Fegyelmi Bizottságának elnöke, 1998–2004 között a Csíkszeredai Sport Club jégkorong szakosztályának vezetőségi tagja, a Csíkszereda Hockey Club alapítója, a Székelyföldi Kerékpáros Körverseny, valamint a SportClub Csíkszereda mérkőzések kommentátora a Sportklub tv-csatornán.

## Külső hivatkozások
- Ráduly Róbert Kálmán – Rmdsz.ro